# Güleryüz
Güleryüz Karoseri Otomotiv Sanayi ve Tic. A.Ş — турецкий производитель автобусных кузовов, базирующийся в Бурсе. Компания начала свой бизнес с ремонта кузовов автобусов в 1967 году. В 1982 году мастерская, которой руководили отец и трое его сыновей, превратилась в компанию.

## История
Компания Güleryüz продолжала свою деятельность, выпуская кузова автобусов на различных шасси марок Mercedes-Benz, MAN и Renault с заднемоторной компоновкой. В то время такие автобусы выпускались для нужд различных государственных организаций и частных компаний, а также вооружённых сил.
В 1991 году компания начала производство двухэтажных автобусов на шасси Volvo и DAF. В 1993 году началось производство автобусов класса люкс на шасси Volvo и DAF длиной 12—15 метров, которые экспортировались в Ливан, Саудовскую Аравию и Иорданию.
В начале 1999 года руководство Güleryüz приняло решение продолжить производство автобусов под собственной торговой маркой, а в 2000 году началось производство автобусов Cobra под собственной торговой маркой и накопленными собственными активами, которые за очень короткое время добились значительных успехов. По состоянию на декабрь 2007 года, бренд зарекомендовал себя среди ведущих конкурентов в области внутригородских перевозок в Турции.
В апреле 2006 года руководство Güleryüz приняло решение о расширении производственных мощностей, инвестировав в новое предприятие общей площадью 61 000 м², из которых 28 000 м² приходится на крытые помещения, серийное производство которых началось в июле 2007 года.
«Güleryüz» (по-турецки) в переводе с английского означает «Улыбающееся лицо», что забавно называет их главную модель «Кобра с улыбающимся лицом».

## Продукция

### Городские автобусы
- Cobra GD 272 — 12-метровый городской автобус
- Cobra GD 272 LF[6] — 12-метровый низкопольный городской автобус
- Cobra GM 220 и GM 220 S — 10,25-метровые городские автобусы
- Cobra GM 180 — 9-метровый городской автобус
- Cobra GD 160 — 9-метровый городской автобус (снят с производства)
- Cobra Double Decker — 11-метровый городской двухэтажный автобус
- Cobra DD Open Top — 11-метровый городской двухэтажный автобус с открытым верхом

### Туристические автобусы
- Cobra GL 9 — 9,1-метровый туристический автобус
- Cobra GL 9L — 9,1-метровый туристический автобус

## Галерея

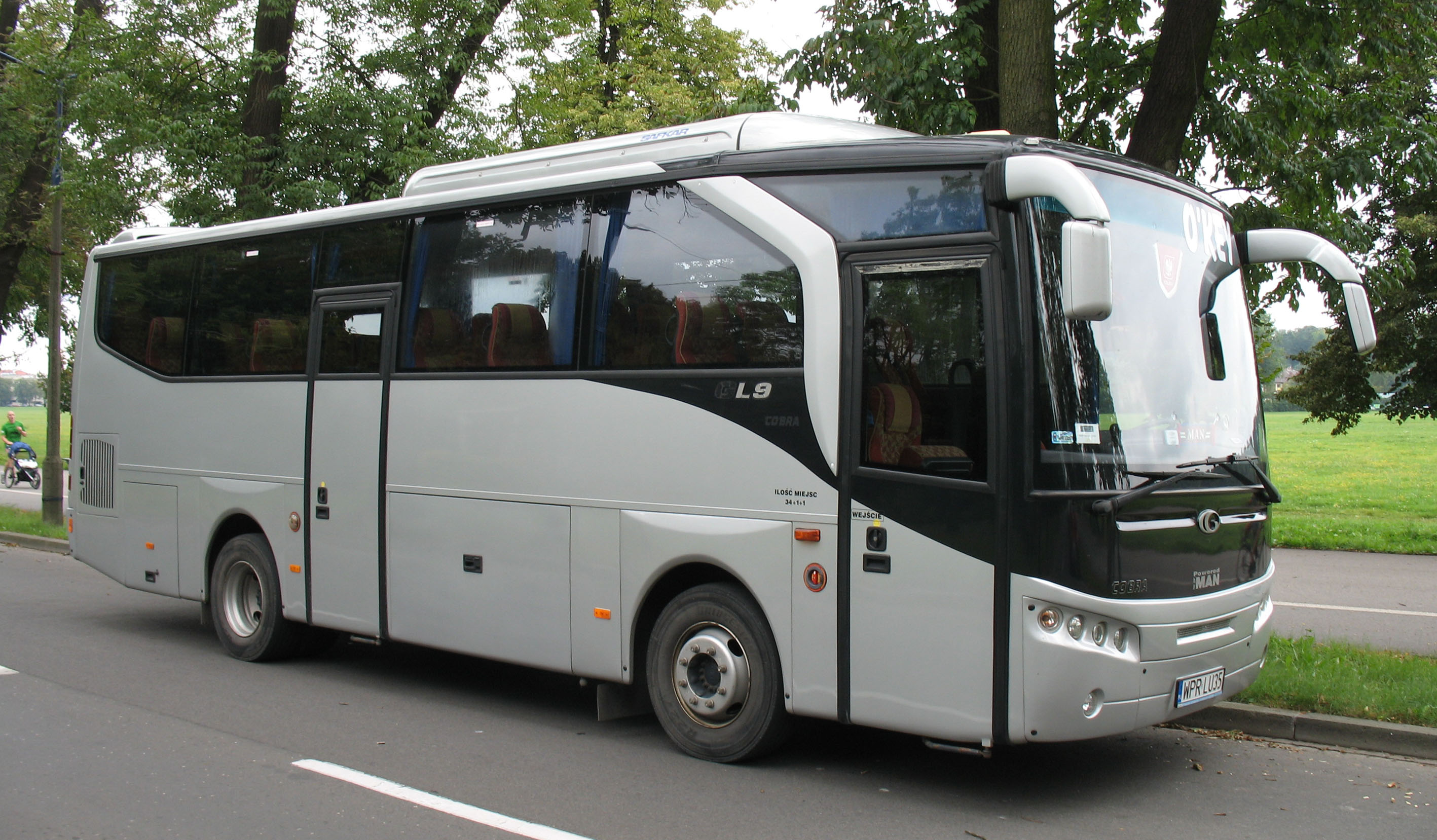
Cobra GL 9
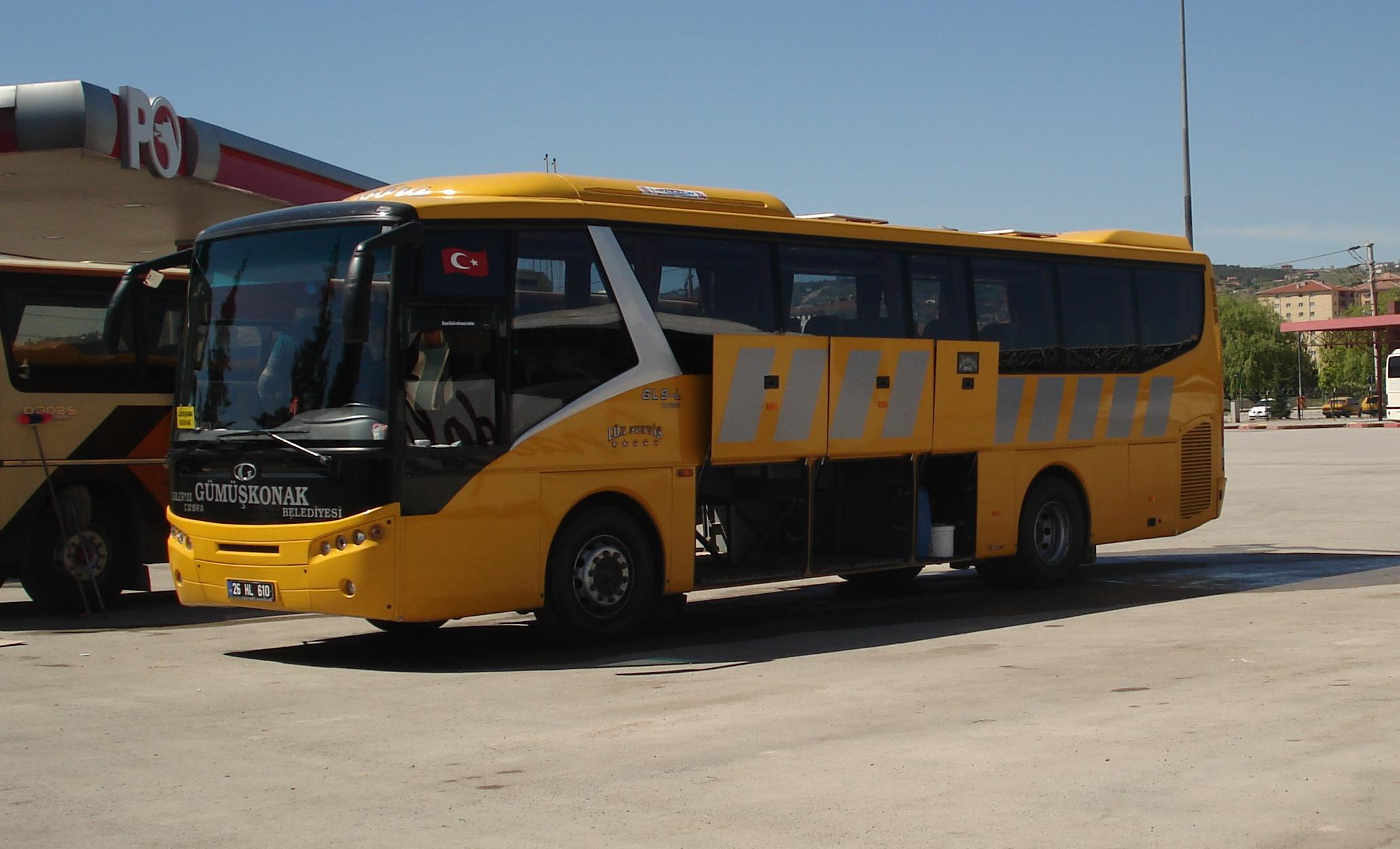
Güleryüz Cobra GL9 L
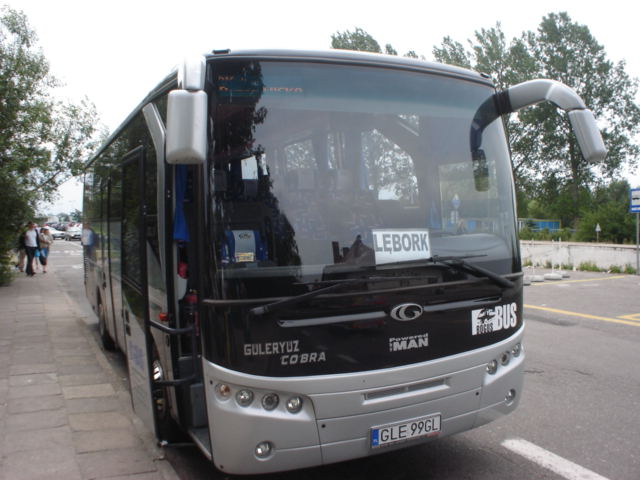
Güleryüz Cobra GL 9 в Лебе
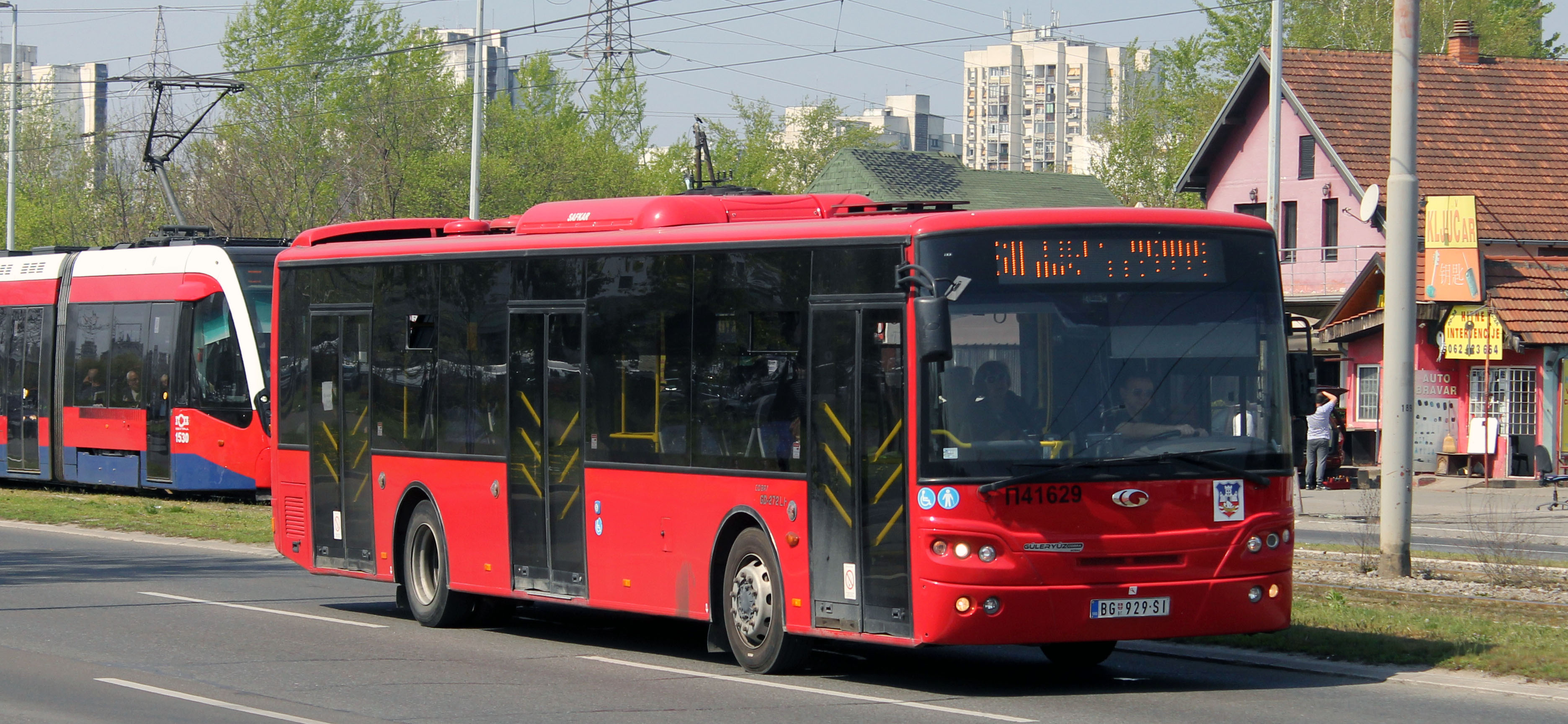
Cobra GD 272 в Белграде
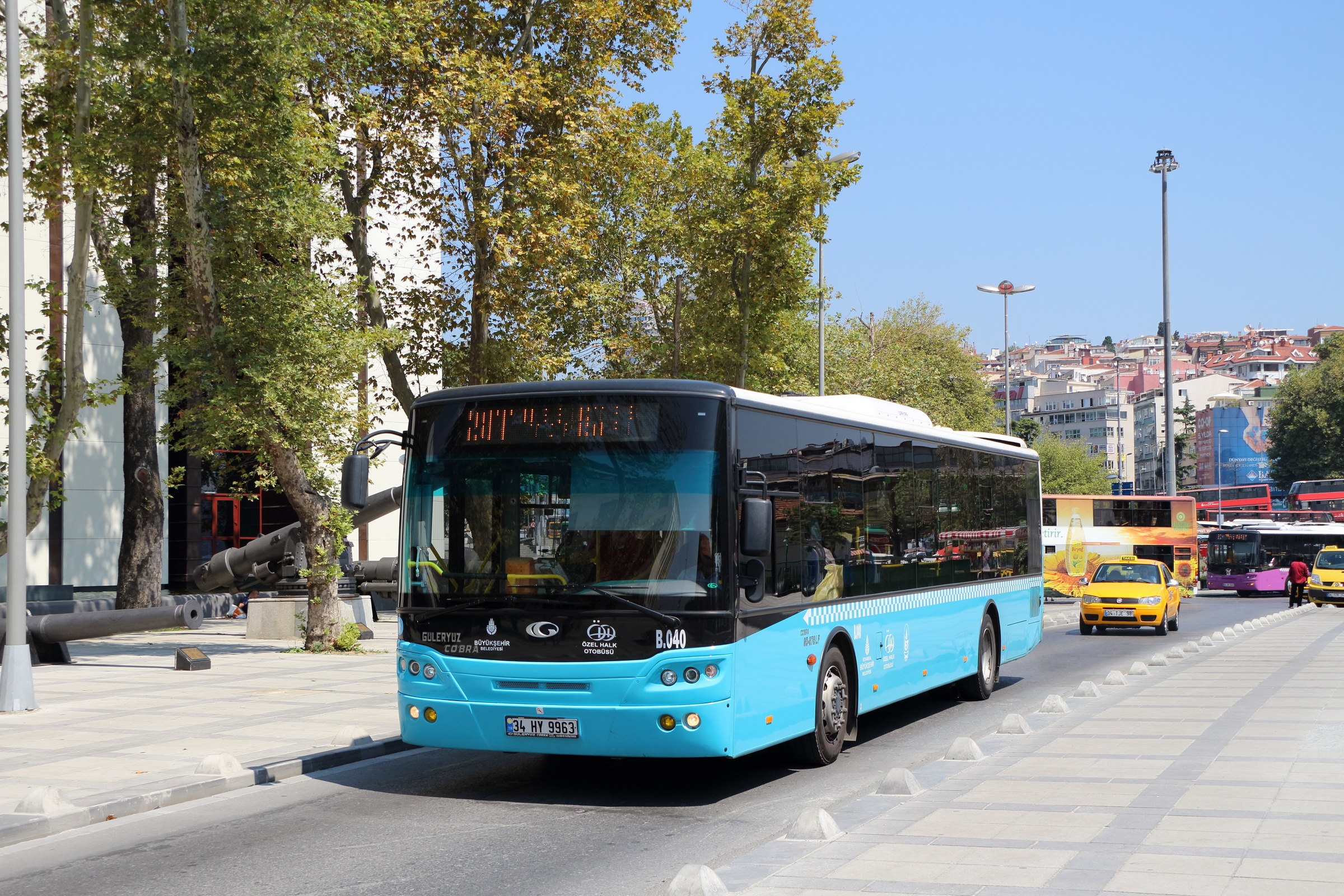
GD272LF первого поколения
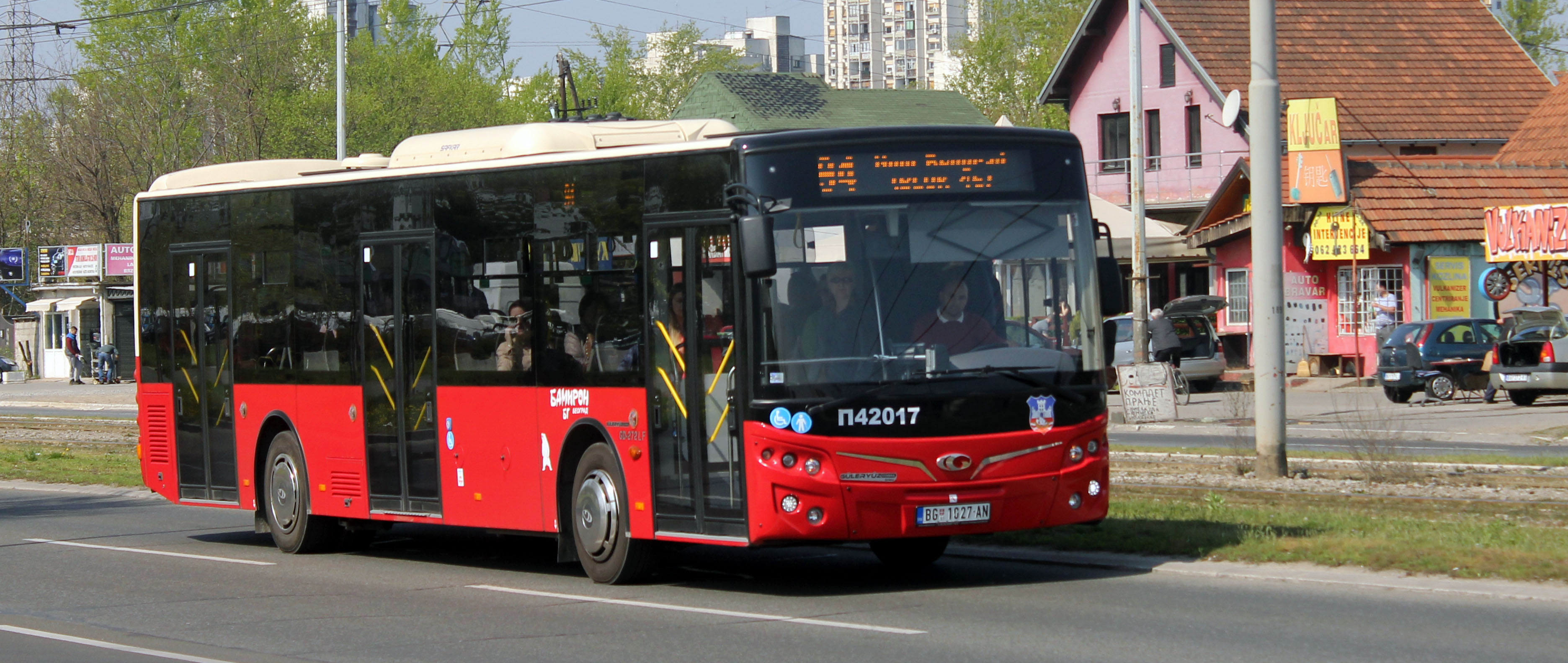
GD272LF второго поколения
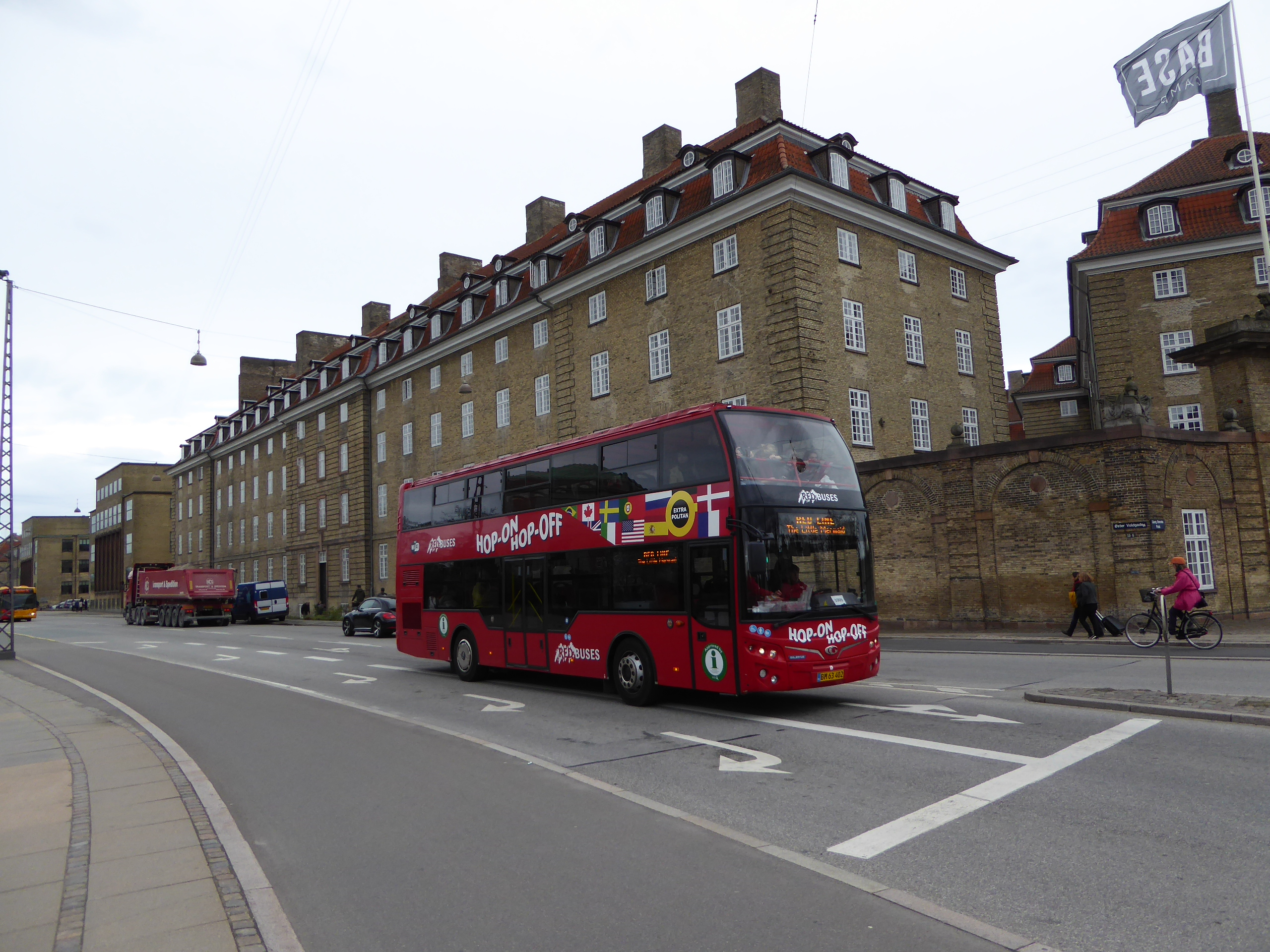
Güleryüz Cobra Panora City второго поколения
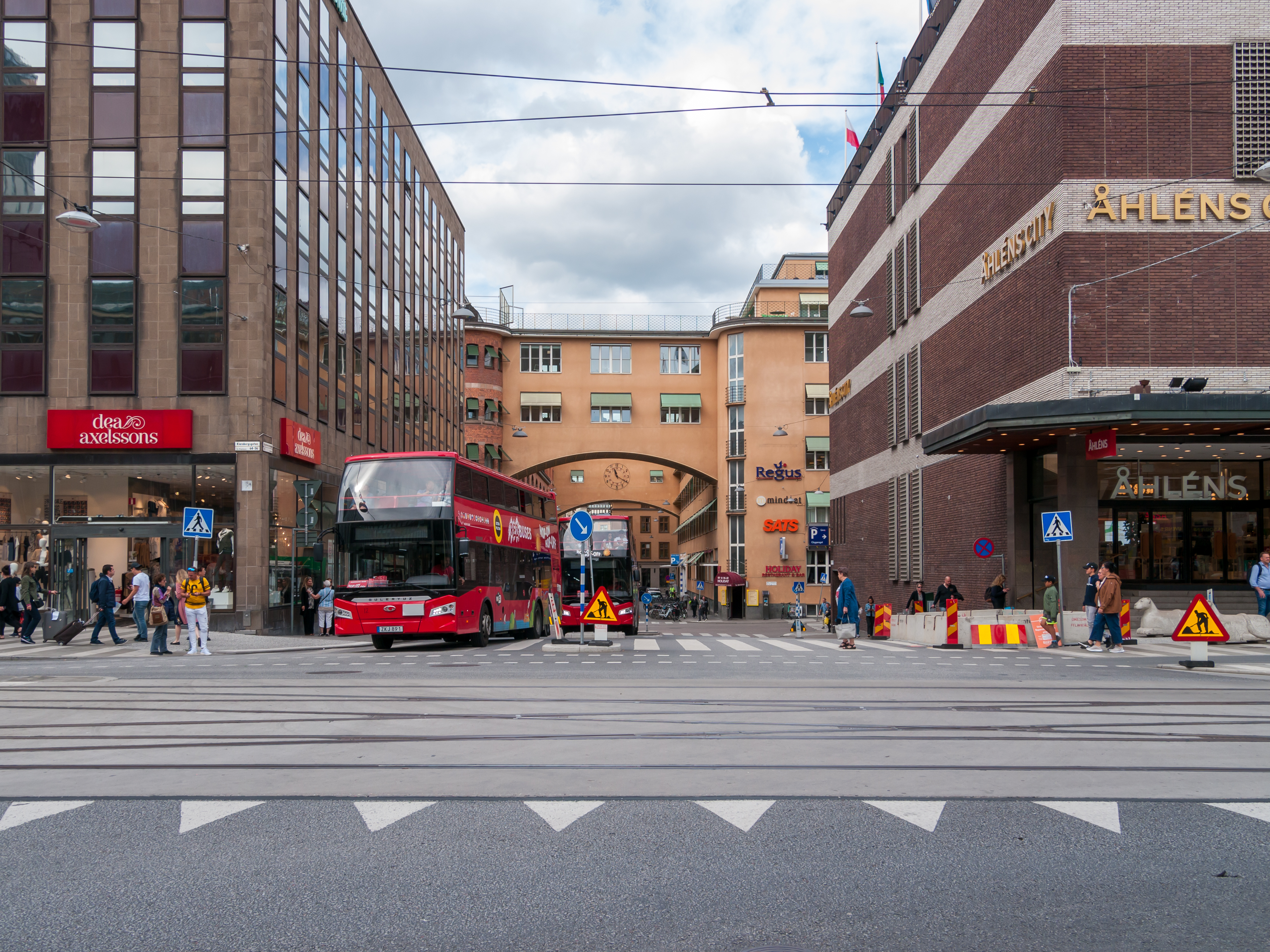
Güleryüz Cobra Panora City третьего поколения
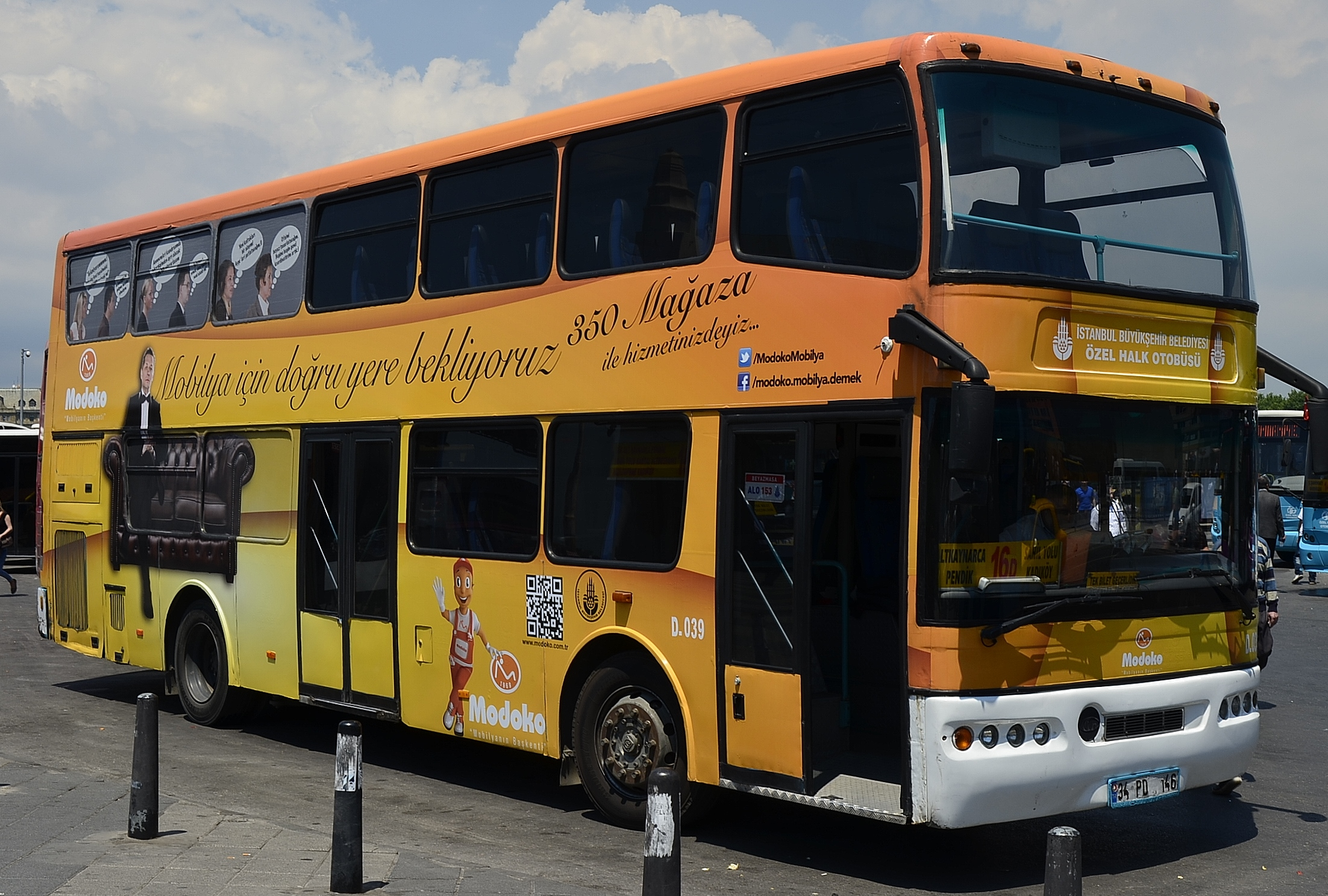
Двухэтажный автобус с открытым верхом в Истанбуле
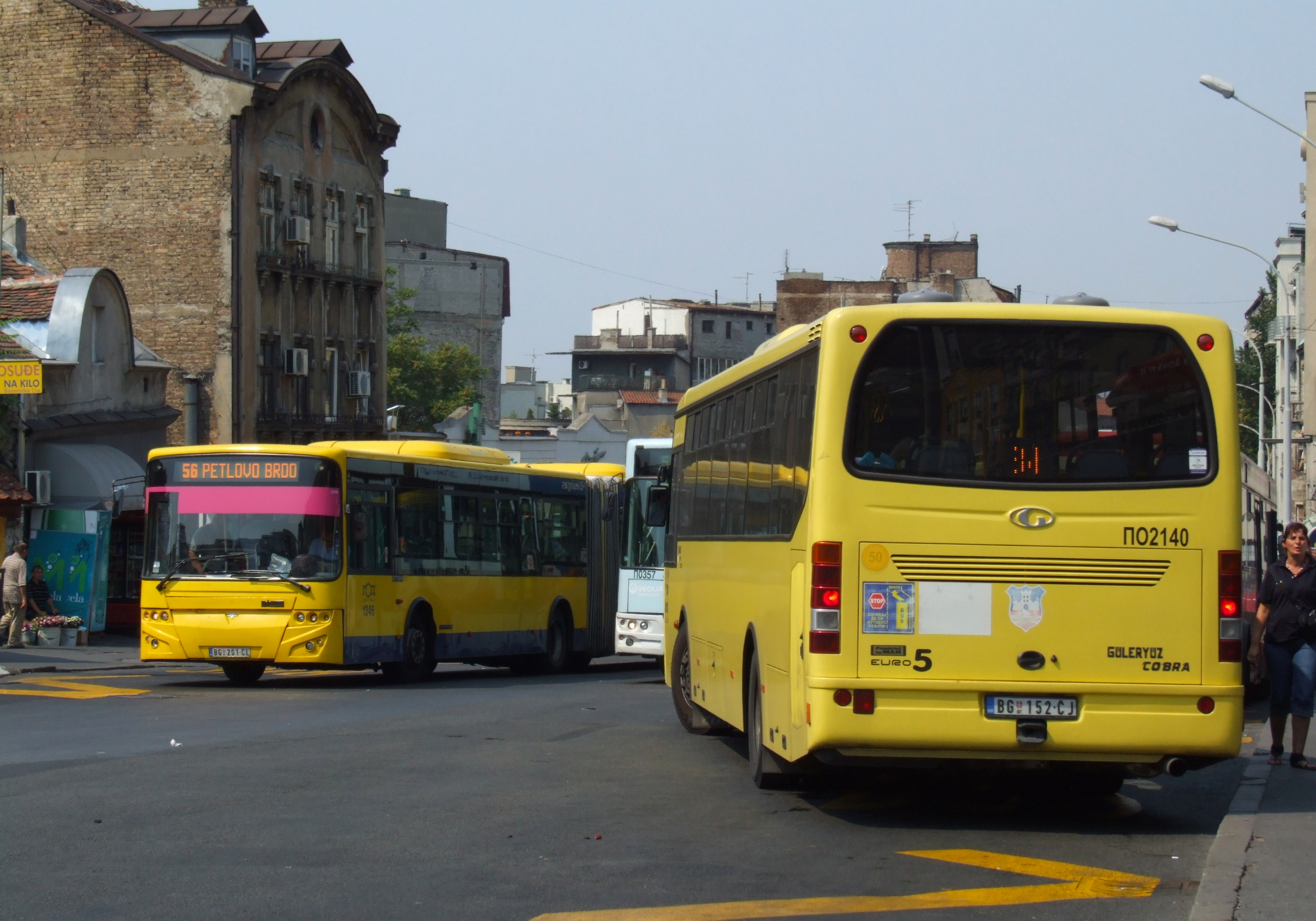
Güleryüz Cobra GD 272 в Белграде, вид сзади
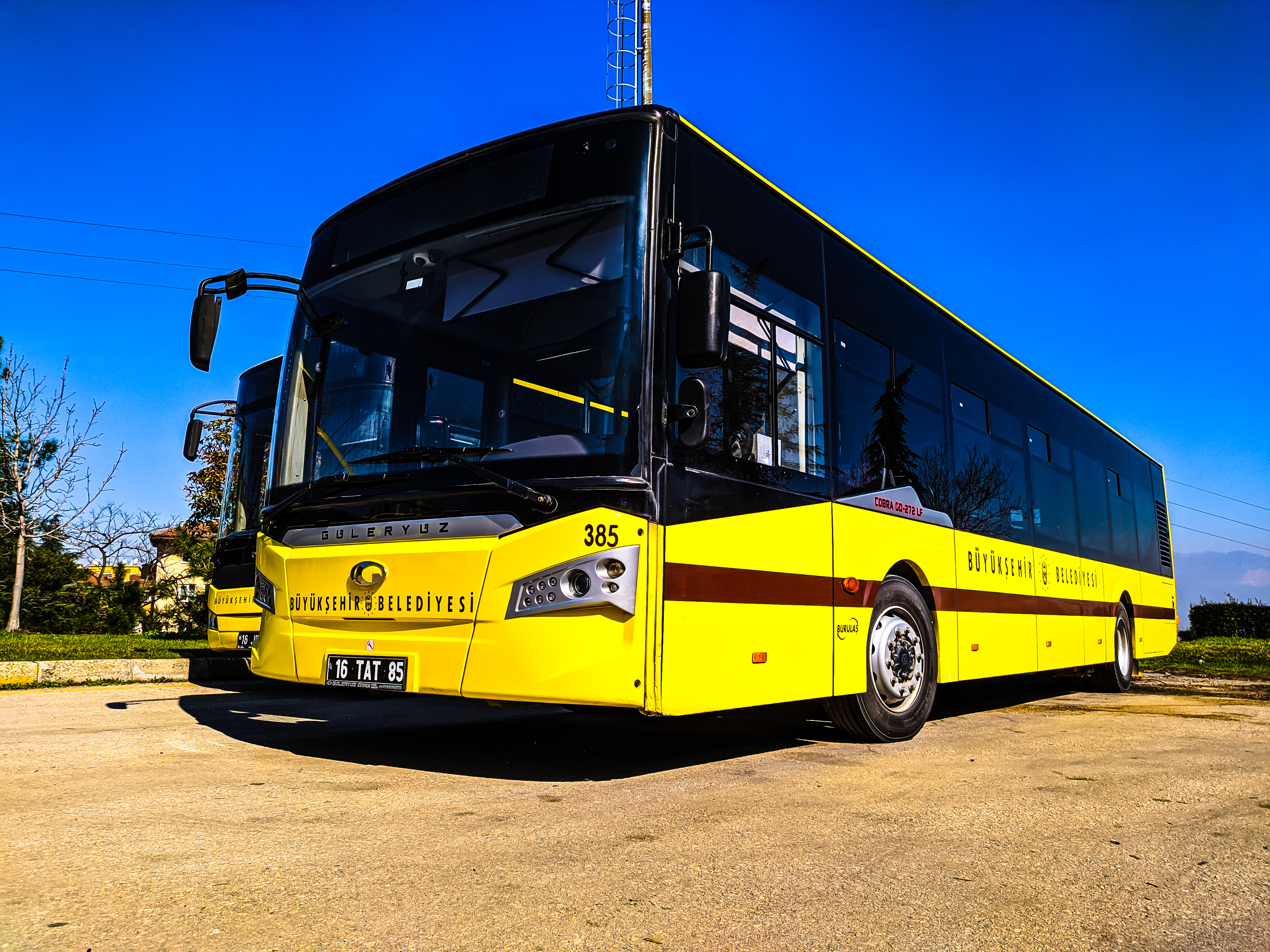
Güleryüz Cobra GD272LF третьего поколения
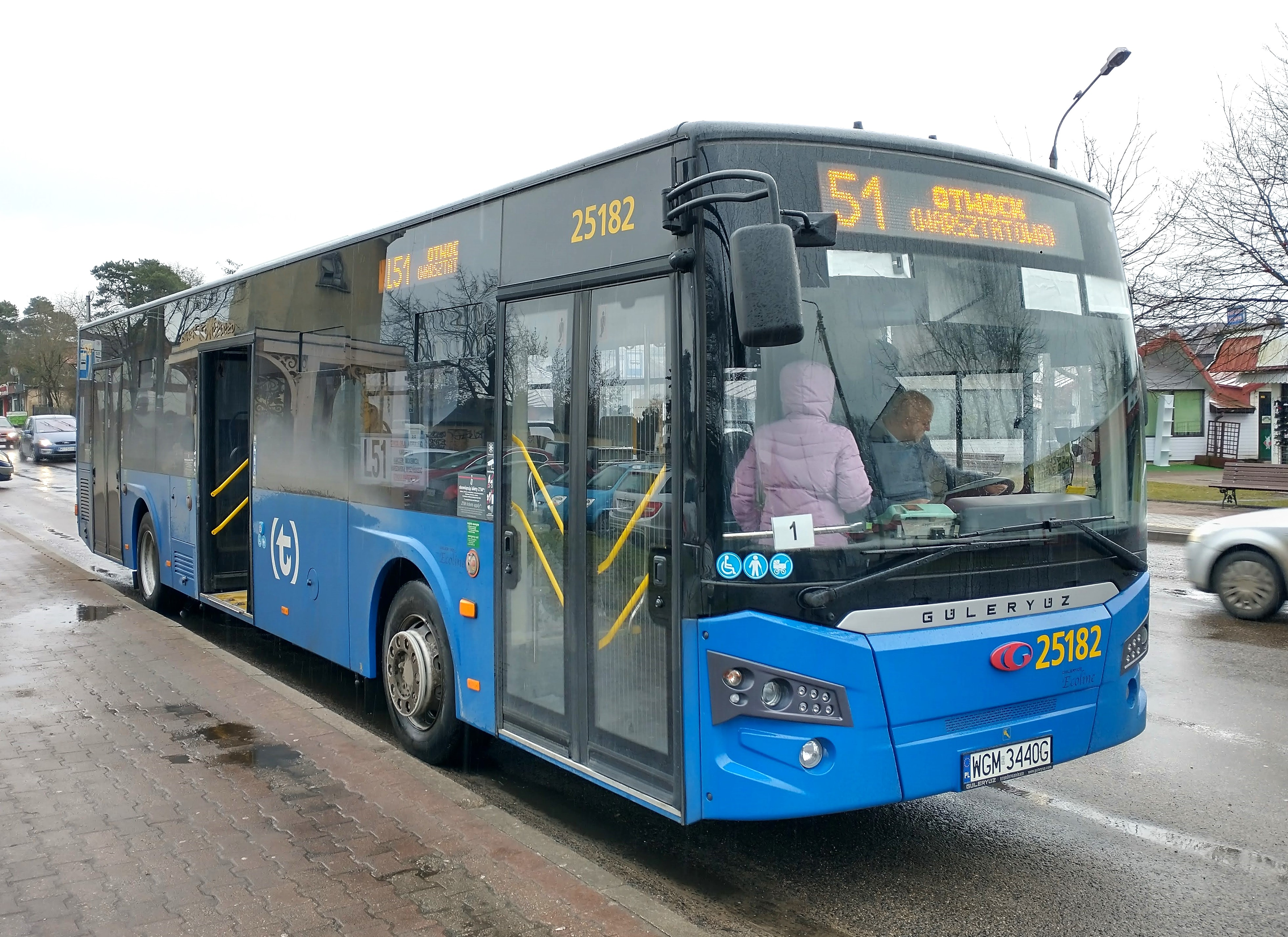
Cobra GD 272 LF в Отвоцке